# محمود البارقي
محمود بن محمد بن أحمد بن مبادر بن الضحاك البارقي التاذفي الحلبي (624 هـ - 30 رجب 695 هـ / 1226 - 3 فبراير 1296م): مُحدِّث، مقرئ، فقيه، وعالم عربي مسلم، وفيه الذهبي يقول: «محمود بن محمد بن أحمد بن مبادر، الإمام الزاهد العابد الفقيه المقرئ شرف الدين أبو الثناء»،وقال عنه أيضاً: «وكان قانعًا متعفِّفًا، شريف النّفس، فقيهًا، عالمًا».لُقب البارقي بعدة ألقاب منها شرف الدين وأبو الثناء، وكنيته أبي عبد الله. وُلِدَ بقرية تاذف من قرى حلب مطلع سنة 624 هـ، ونشأ فيها، ونبغ طفلاً وهو لم يتجاوز الثالثة، وبدأ السماع سنة 626 هـ، وفي ذلك قال الذهبي: «سمع حضورا في الثالثة - من عمره - بقرية تاذف من عمل حلب في سنة ست وعشرين وست مائة على المحدث أبي إسحاق الصريفيني».
وفي مسقط رأسه قرية تاذف حفظ القرآن، وتعلم مبادئ القراءة والكتابة على يد أخيه الأكبر شمس الدين أبو بكر عبد الله بن محمد، واتجه محمود لطلب العلم في سن مبكرة على كبار شيوخ حلب في مختلف العلوم، فسمع من: أبي إسحاق إبراهيم بن محمد الصريفيني (581 هـ - 641 هـ)، وعز الدين ابن رواحة (560 هـ - 646 هـ)، وسمع منه كتاب فوائد الكوفيين وغيره.وفي ربيع الأول سنة 646 هـ أجازَه شيخه يوسف بن خليل الدمشقي في صحيح البخاري وصحيح مسلم،وأذن له بالإفتاء في جامع حلب الكبير.والبارقي أحد رواة صحيح مسلم عن يوسف بن خليل عن الجمال مسعود الأصبهاني عن أبي علي الحداد عن أبو نعيم الأصبهاني.
مكث البارقي في حلب حتى بلغ من العمر أربعة وثلاثين، فلما استولى التتار على حلب سنة 658 هـ، ارتحل منها إلى دمشق، وبقي فيها بضع وثلاثين عاما، أمضاها منقطعا للعبادة والتدريس، يُعلّم ويتعلّم، قال الذهبي:«وكان صالحًا، زاهدًا، قانتًا لله، مهيبًا، كبير القدْر، منقطع القرين، صاحب جَدّ وعملٍ وصدق. وكان يزور القدس كلّ سنة ماشيًا». اهتم البارقي بعلوم عدة، منها الأصول والفرائض والمنطق حتى لقب بالعالم الفقيه، ولكنه أتقن علم الحديث والقراءات حتى لقب بالمقرئ، وفي ذلك قال ابن العماد الحنبلي: «محمود بن محمد بن أحمد المقرئ كان عبدا صالحا قانتا لله تعالى، خائفا منه، تاليا لكتابه».ومن أشهر تلامذته: الإمام الذهبي، وعلم الدين البرزالي، والقطب بن عبد الكريم الحلبي صاحب المؤلفات، وابنته المحدثة عائشة البارقي، ونبيه بن بيان بن ثابت، وكان نبيه يهوديا أسلم في صغره على يد شرف الدين محمود ونشأ في كنفه مع الفقهاء، وفي ذلك قال البرزالي: «هداه الله للإسلام من صغره، وربّاه الشيخ شرف الدين التاذفي».
وكان البارقي يمضي وقته إما في الذكر والدعاء وتلاوة القرآن، وإما في إلقاء الدرس وإفتاء الناس أو في قضاء حوائج الضعفاء من أمواله، قال عنه ابن حبيب الحلبي:«كان عالما زاهدا، مجتهدا في العبادة والتهجد، كثير التلاوة، ملازما للخير، حسن الظن...ويسعى في قضاء حوائج الناس».وكان من أجمل الناس، عظيم الهيبة، جليل القدر، وفيه الذهبي يقول:«كان كبير القدر، كثير التلاوة والأوراد، قانعا، متعففاً، مهيبا».وكانت وفاتُه بدمشق يومَ الأحد الثلاثين من رجب سنة 695 هـ، ودفن في سفح قاسيون عن إحدى وسبعين عاماً،قال علم الدين البرزالي:«في يوم الأحد، آخر يوم من رجب، توفي الشيخ الإمام، المقرئ، الزاهد، العابد، المجتهد، شرف الدين، أبو الثناء، محمود بن محمد بن أحمد بن مبادر بن ضحّاك التاذفي، ودفن العصر بقرية الحصني بسفح قاسيون».

## النسب
- هو شرف الدين محمود بن محمد بن أحمد بن مبادر بن الضحاك بن الحسين البارقي.
- ابنته: عائشة بنت محمود بن محمد بن أحمد بن مبادر بن ضحاك البارقي.[15]
- أخيه: شمس الدين أبو بكر عبد الله بن محمد ابن أحمد بن مبادر بن الضحاك البارقي (610 هـ - 680 هـ): فقيه، ومحدث.[16]
- ابن أخيه: بدر الدين محمد بن أبي بكر بن محمد بن أحمد البارقي (640 هـ - 699 هـ): من أعلام القرن السابع الهجري، وله مثالب.[17]